# Futurock

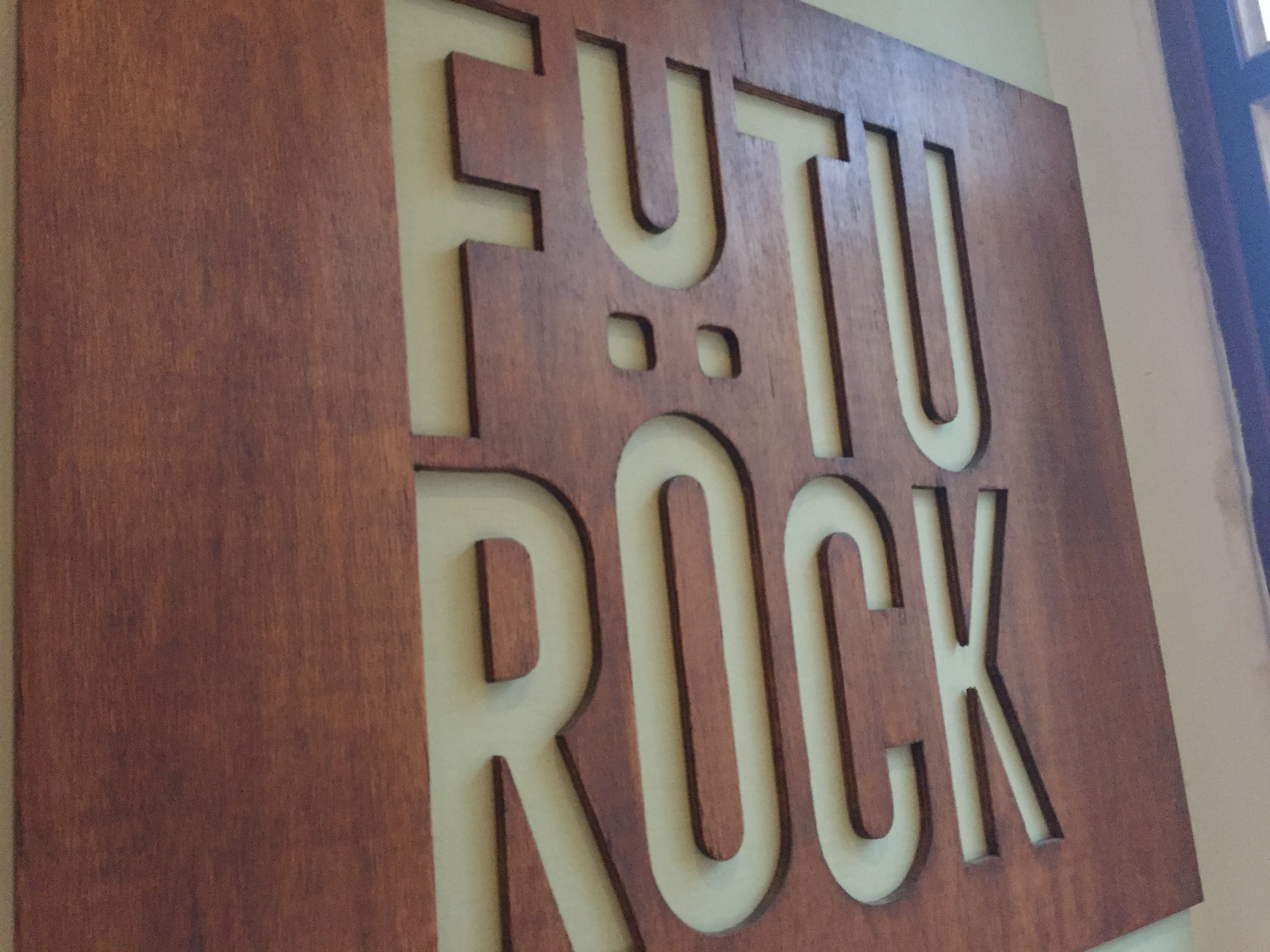
Logo de Futurock.Fm

Futurock FM (estilizado como Futuröck) es una radio por internet de Argentina que transmite desde Buenos Aires. Comenzó a transmitir el 4 de julio de 2016. En su programación han pasado diferentes conductores como Julia Mengolini, Malena Pichot, Darío Sztajnszrajber, Werner Pertot, Bimbo Godoy, Franco Bianco, Juan Amorín, Florencia Halfon Laksman, Juan Francisco Gentile, Gabriel Sued, Juan Manuel Karg, Barbi Recanati y Eugenia Zicavo.
La emisora posee un discurso politizado, humorístico y marcadamente feminista. Su programación principal y en directo se transmite de lunes a viernes de 7 h a 20 h, los sábados de 8 h a 15 h y los domingos de 10 h a 15 h. Las 24 horas de transmisión diaria se completan con repeticiones y programación musical. 
Con el tiempo, la radio aumentó su audiencia y popularidad, por lo que incursionó en otras áreas: charlas, pódcast, libros, discos, cursos, eventos para oyentes, una red cultural, concursos literarios —como son los Premios Futuröck novela— y transmisión y organización de festivales de música. Una de sus características distintivas es que está sostenida por una comunidad de personas que aporta dinero todos los meses, lo cual genera un vínculo muy estrecho entre la radio y los oyentes.

## Historia
Futurock se creó en 2016 a raíz de que el titular del Sistema Federal de Medios y Contenidos Públicos de ese entonces, Hernán Lombardi, decidiera modificar la programación de Radio Nacional Rock, acusando a la anterior dirección del Sistema de haber convertido  lo que originalmente era una radio de rock en una radio de periodismo politizado, con marcada adhesión al gobierno kirchnerista: “Acá se confundieron los roles y se transformó a la emisora en un lugar de programas periodisticos VIP. Nos parece que la nueva programación tendrá que ver básicamente con el rock”. Por ello manifestó la intención de "que la emisora vuelva a partir de febrero a ser la FM del Rock, rindiendo tributo a este singular género musical, tan instalado y seguido por sus oyentes, con especial énfasis en el rock nacional. () Por supuesto, no estarán los ciclos politizados".
Esta decisión culminó con la baja de 27 contratos de conductores, columnistas y productores de la emisora, incluyendo el del director Federico Vázquez. A partir de ese momento la radio pasó a transmitir sólo música durante dos meses hasta el mes de marzo de 2016, cuando comienza una nueva programación basada principalmente en la presencia de músicos como conductores (Zeta Bosio, Richard Coleman, Pipi Piazzolla, Lito Vitale, Hilda Lizarazu, Gillespi, etc.) junto a algunos de los conductores del ciclo anterior que fueron ratificados en sus programas (fue el caso de Alfredo Rosso y Alejandro Lingenti).
Frente a este panorama, Federico Vázquez y su pareja  Julia Mengolini, decidieron fundar una nueva radio que mantuviera las características de la antigua programación de Nacional Rock. Para simplificar el trámite de obtención de una licencia, optaron por una emisora que transmitiera sólo por internet, a la que llamaron Futurock FM, e invitaron a la misma a otros de los conductores de Nacional Rock que no habían logrado renovar sus contratos, como Sebastián Vázquez y Matías Messoulam, entre otros. 
Durante 2017, 2018 y 2019 Futurock organizó fiestas con distintos motivos (por ejemplo, para festejar su cumpleaños), y en 2018 y 2019 dos Festivales de música, que reunieron a artistas emergentes del momento, como Perras On The Beach, Wos y Marilina Bertoldi, más algún número consagrado como Juana Molina. Durante 2018 también, Julia Mengolini y Gabriela Borrelli recorrieron el país para presentar el primer libro de la editorial, Lecturas feministas, ocasiones en las que se generaba un debate sobre actualidad del movimiento feminista entre las presentadoras y los concurrentes.

## Comunidad Futurock
En diciembre de 2016 se lanza la Comunidad Futurock como sostén económico de la radio. De esa forma, la radio se autoproclamó independiente de marcas comerciales, ya que no estaba condicionada por su pauta publicitaria. Eso significó, además, el nacimiento de un vínculo muy estrecho con los socios, quienes obtienen descuentos y acceso a contenido exclusivo, muchas veces en forma de eventos, a cambio de su aporte económico. A partir de una suscripción mensual (una donación), los oyentes se convierten en parte fundamental para sostener a la radio, una modalidad que en ese momento en la Argentina tenía como ejemplo a otro medio cercano al kirchnerismo, el diario Tiempo Argentino, y que luego fue imitada por otros medios.
Además de sostén económico, la Comunidad Futurock se planteaba como un espacio de pertenencia y vinculación para realizar distintas actividades para los aportantes. Por ejemplo, durante buena parte de 2017, Futurock impulsó una serie de charlas y encuentros ("Futurcharlas") donde los conductores de la radio conversaron con los miembros de la Comunidad sobre distintos temas de interés. Durante 2019, organizaron encuentros mensuales con artistas destacados. Al inicio de la cuarentena establecida por el brote de coronavirus en 2020, realizaron transmisiones en vivo a la medianoche a cargo de músicos, escritores y otros artistas. 

## Financiación
La radio siempre hizo hincapié en que la Comunidad Futurock era su principal fuente de ingresos. En abril de 2022 Ángel De Brito compartió en su cuenta de Twitter que durante febrero de dicho año Futurock recibió $ 3.600.000 de parte del gobierno de la Provincia de Buenos Aires en pauta oficial. Ante el comentario de De Brito, Julia Mengolini dijo en su descargo en Twitter que ella a nivel personal no cobra pauta, que dichas pautas publicitarias la cobra Futurock, siendo el principal sostén económico de la radio los aportes de los oyentes y que "Las pautas publicitarias-públicas y privadas-existen como en cualquier medio de comunicación de este país, están todas auditadas y son complementarias". De Brito le respondió diciendo "Ella dijo que todos tienen pauta, pero yo no tengo un canal ni un programa que vive solamente de la pauta oficial que, justamente, coincide con tu pensamiento e ideología".
En noviembre de 2023, el sitio El Disenso publicó —en base a documentación oficial— que Futurock Producciones SRL había recibido $70.226.385 en concepto de pauta oficial de la Nación y de la Provincia de Buenos Aires, sin contemplar eventuales contrataciones de municipios u otros organismos. La nota también menciona órdenes de publicidad del Municipio de Morón por $1.190.000 (marzo) y una factura del Instituto Nacional de Juventudes por $2.850.000 por la cobertura del “Festival de la Juventud” en Tecnópolis.
En junio de 2025, el mismo medio informó que, tras la eliminación de la pauta oficial a nivel nacional, la administración bonaerense emitió entre 2024 y marzo de 2025 veintiséis órdenes de compra a nombre de Futurock Producciones SRL por un total de $97.267.039, y que además el Ministerio de Mujeres y Diversidad de la Provincia contrató en forma directa a la productora por $11.000.000 para la realización de un programa mensual de streaming de dos horas. Según ese artículo, también hubo contrataciones municipales en Quilmes ($2.950.000), Morón ($2.657.800) y Campana ($3.263.000).
La existencia y condiciones del contrato por $11.000.000 con el Ministerio de Mujeres y Diversidad provincial fueron corroboradas por Letra P, que detalló que se trató de cinco emisiones mensuales de dos horas, con una erogación de $2.200.000 por episodio y financiamiento por fuera de la pauta oficial, para un ciclo conducido directamente por la ministra Estela Díaz junto a Natalí Incaminato, y que se emite por el canal de streaming de Futurock.

## Programación actual

#### Ahora dicen
Programa periodístico de actualidad informativa que va de lunes a viernes de 7 a 9 h. Comenzó a emitirse en la temporada 2020 y está con"ducido por Florencia Halfon Laksman, Estefanía Pozzo y Nicolás Fiorentino, con la participación de Paloma Bokser y Gabriel Sued como columnistas.

#### Crónica anunciada
Programa informativo y humorístico que va de lunes a viernes de 9 a 12 h. Comenzó a emitirse desde la temporada 2019 (previamente se emitía en la radio de El destape), y está conducido por Juan Amorín (quien además conduce un programa en C5N), Rocío Criado, Paula Sabatés y Sebastián Cazón. Hasta abril de 2020 Agustín López Núñez también fue conductor. La producción está a cargo de Leandro Raduazzo y Natalia Espósito.

#### La hora animada
Programa de música que va de lunes a viernes de 12 a 13 h. Comenzó a emitirse desde los comienzos, en 2016. A partir del 2020 lo conduce Matías Messoulam. El programa transmite música vinculada con las nuevas tendencias e informa la agenda musical de Buenos Aires. Hasta 2019 estuvo conducido por el músico y actor Julián Kartún

#### Segurola y Habana
Programa en formato de magazine que va de lunes a viernes de 13 a 16 h. Se emite desde los comienzos, en 2016, y hasta 2015 se transmitía en Radio Nacional Rock. Lo conduce la periodista Julia Mengolini junto a Fito Mendonça Paz, especialista en cine y espectáculos, Andy Chango, humorista y Gabriela Borrelli, escritora. Como columnistas han participado Santiago Lucía y Natalia Maderna (deportes), Iván Schargrodsky y Pablo Ibáñez (actualidad política), Lu Miranda (chimento y farándula desde 2021), Enrique Viale (ecologismo), Federico Vázquez y Juan Manuel Karg (política internacional) y Alfredo Zaiat (economía, desde 2021). La producción está a cargo de Adrián Vigna, Luisina Graffigna e Ignacio Fernández Toscano. En 2018 ganó el premio Martín Fierro Digital al Mejor Programa de Radio Digital 2017. Hasta mayo de 2017 también fueron parte del equipo Andy Chango, quien luego se radicó en España.Fue reemplazado por Noelia Custodio, que se retiró principios de 2021. De esta forma, con el regreso de Chango al país, vuelve al programa dos veces por semana. Darío Gannio fue columnista de economía hasta fines de 2017. También participó hasta fines de 2017 Andy Sakkal con un "rapsumen semanal de noticias", donde resumía los principales temas de actualidad en formato hip hop. Los humoristas Agustín Gennoni y Federico Bareiro participaron hasta 2020. Malén Denis la participó desde abril a diciembre de 2020.

#### Furia bebé
Programa de humor feminista que va de lunes a viernes de 16 a 18 h. Se emite desde los comienzos, en 2016, y lo conducen actualmente Malena Pichot, Danila Saiegh y Vanessa Strauch. La producción está a cargo de Matías Rosujovsky y Marina Amabile. Hasta diciembre de 2019 fue conductor también Martín Rechimuzzi. Hasta mediados de 2021 también formó parte del equipo de conducción Señorita Bimbo. A fines de 2021 también forman parte del equipo al aire como columnistas Fernando Cacurri, Lucas Román y Sebastián Furman.

#### Cheque en blanco
Programa que data de 2002 y que recaló en julio de 2018 en Futurock FM. Va en su clásico horario de los sábados de 9 a 12 h y lo conduce el conocido periodista económico Alfredo Zaiat junto a Maximiliano Martina, Julio Leiva, Marcelo Figueroa y Martín el "Tucu" Abusamra, con la participación de Tali Goldman. Combina información política y económica, análisis, informes especiales y segmentos de humor.

#### Cosa ñoña
Programa sobre juegos de rol, videojuegos, historieta, películas, libros y series de ciencia ficción, fantasía o terror asociados usualmente con neologismos como friki, nerd, geek, etc que traducen al español como ñoño/a. Va los sábados de 12 a 14 h. Se emite desde la temporada 2020 y lo conducen Werner Pertot, Martina Santoro y Eliana Masci. El formato son programas especiales sobre un tema particular cada semana.

#### ¿Cómo la Ves?
Ciclo que aborda lo que dejó la Política y Economía durante la semana y que además de poner en foco sobre lo que viene, tiene Contacto Directo con los Protagonistas de la Actualidad. Emite todos los domingos de 9 a 12 h. desde 2022 con la conducción de Gabriel Sued junto a Leandro Renou y Nazarena Lomagno (entre sus miembros anteriores se encuentra Florencia Barragan).

#### Un mundo de sensaciones
Programa de política y cultura internacional que va los domingos de 12 a 14 h. Se emite desde la temporada 2017 y lo conducen Juan Manuel Karg, Leticia Martínez y Juan Elman. Hasta 2019 también fueron conductores Martín Schapiro y Julia Rosemberg. Realiza entrevistas a referentes políticos extranjeros y realiza análisis en profundidad sobre la actualidad mundial.

#### La pregunta
Programa emitido los domingos de 10 a 12 h y conducido por Federico Vázquez (anterior conductor de Un mundo de sensaciones). Cada entrega inicia con una pregunta ligada a la política y la situación nacional para luego debatir con diferentes personas invitadas (generalmente tres) relacionadas con ese eje temático.

## Programación histórica

#### A los botes
Programa de actualidad y de interés general con una marcada agenda informativa, cultural y de género que se emitió en las temporadas 2016, 2017, 2018 y 2019 de la radio, de lunes a viernes de 9 a 12 h. Conducido por el periodista Werner Pertot (periodista político en el diario Página/12) y la economista y periodista Estefanía Pozzo (periodista del diario El Cronista y columnista económica en distintos programas del canal C5N), con la participación de Malén Denis (antes de radicarse en EE. UU. en 2019) y Lucila Rolón (a partir de 2019) como columnistas de cultura; Maximiliano Grillo (primero) y Natalia Maderna y Santiago Lucía (después) como columnistas de deportes; Gustavo Sala como humorista (hasta 2019), y Federico Vázquez como columnista de política internacional. La producción estaba a cargo de Adrián Vigna y Matías Rosujovsky.

#### Total interferencia
Programa de interés general con marcada impronta musical y cultural que se emitió durante las temporadas 2018 y 2019 de la radio, de lunes a viernes de 18 a 19 h. Conducido por el humorista Pedro Rosemblat (quien trabajó en Radio 10 y C5N y actualmente conduce un programa radial en la emisora de El destape) y Gabriela Borrelli, escritora y poeta. Como columnistas invitados, participaron la historiadora y escritora Julia Rosemberg y el músico Facundo Cruz. La producción estaba a cargo de Mariana Amabile e Ignacio Fernández Toscano.

#### Argentina electrónica
Programa de música electrónica conducido por el músico electrónico Franco Bianco y su mánager y esposa Raffaella Becchina, emitido durante las temporadas 2016, 2017, 2018 y 2019 de la radio, los viernes de 19 a 21 h. Mostraba lo nuevo de la escena electrónica mundial y realizaba entrevistas a músicos reconocidos. Tenía la característica de que durante una parte del año salía en vivo desde los estudios de Futurock de Buenos Aires, y durante otra parte del año, desde Basilea

#### El hecho maldito
Programa de política argentina que se emitió los domingos de 10 a 12 h. entre 2016 y 2021, fue conducido por Juan Francisco Gentile, Sol Rodríguez Garnica, Julián Hofele, Pablo Pizzorno y Natalí Incaminato ("La Inca") como columnista de cultura y tendencias. Hasta 2019 también fueron conductores Juan Ignacio Agosto. Se caracteriza por entrevistar a los principales referentes políticos del país.

#### The Selector
The Selector es un programa de radio semanal internacional que exhibe la mejor música emergente del Reino Unido y está producido por el British Council. Se transmite en más de 40 países del mundo y propone entrevistas, mezclas y sesiones en vivo exclusivas de algunos de los artistas británicos más interesantes del momento. En su versión argentina estuvo conducido por Maxi Martina durante las temporadas 2018 y 2019 de la radio, con Danila Saiegh como acompañante durante 2019, y se emitía los jueves de 18 a 19 h. 

#### Demasiado humano
Programa de filosofía que va los lunes de 18 a 20 h. Se emite desde los comienzos, en 2016, y lo conducen Darío Sztajnszrajber y su hija María Sztajnszrajber. La producción está a cargo de Mariana Collante.

#### 1990
Programa conducido por Galia Moldavsky, María del Mar Ramón y Martín Slipczuk. Se basa en hablar de los intereses de la generación nacida entre 1990 y 1999. Cada semana realizan un análisis de una banda musical, un perfil político y una columna internacional que está a cargo de Juan Elman.

## Premio Estímulo 2016
Cuando la radio llevaba menos de seis meses al aire, el 2 de noviembre de 2016, recibió su primer premio como "Medio autogestionado" en el marco de los Premios Estímulo entregados por la escuela de periodismo TEA & Deportea.